# I. Abdul-Hamid oszmán szultán

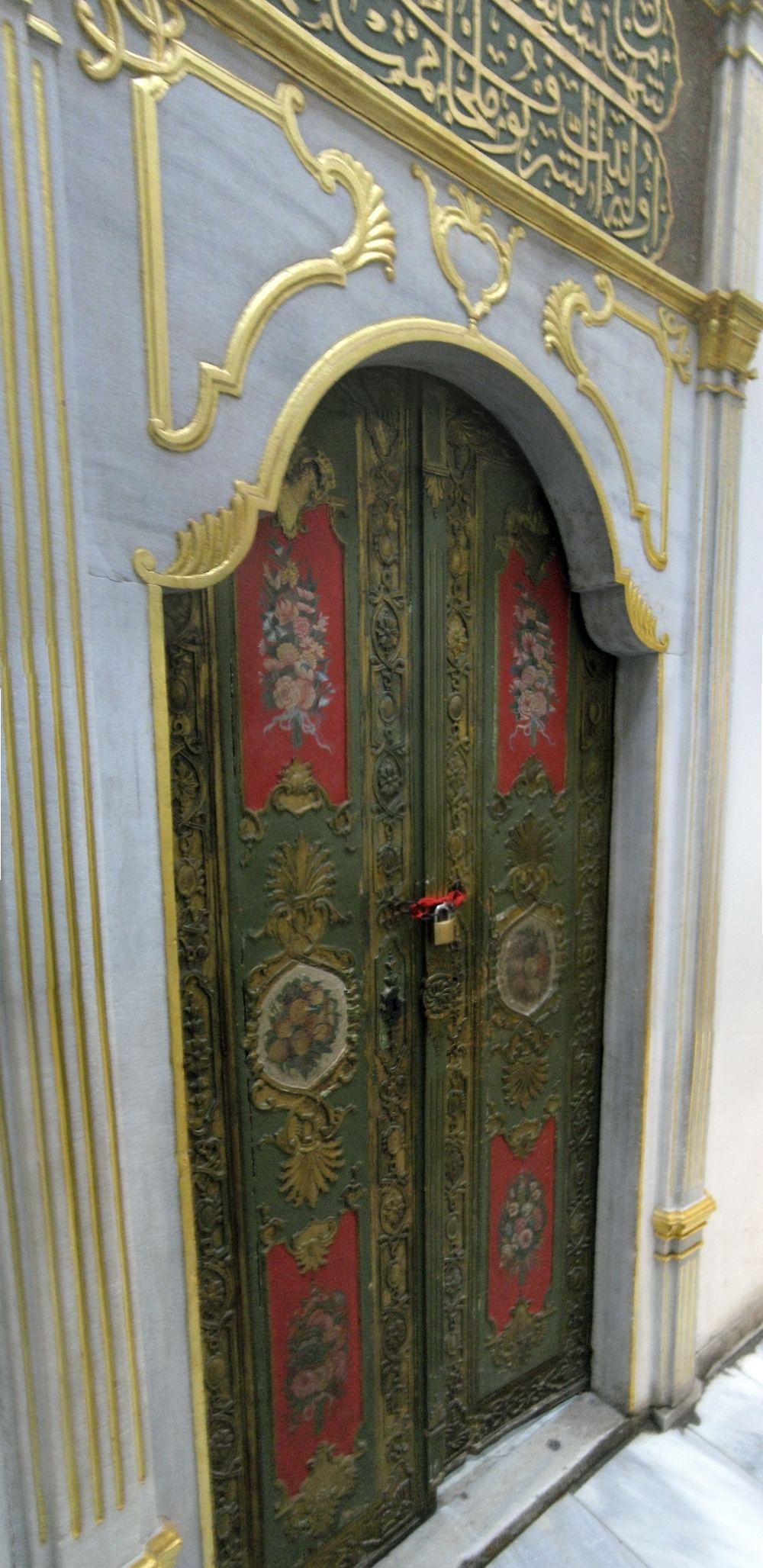
I. Abd-ul-Hamid szobájának az ajtója a Topkapı palotában

I. Abd-ul-Hamid, más írásmóddal Abdulhamid, Abdul Hamid vagy Abdul-Hamid (Isztambul, 1725. március 20. – Isztambul, 1789. április 7.) oszmán szultán 1774-től haláláig.

## Élete

### Ifjúsága
Abdul-Hamid 1725. március 20-án született III. Ahmed fiaként. Élete java részét palotafogságban töltötte[forrás?], ahol a Korán másolásával és faragással hasznosította idejét. Jellemző volt rá, hogy a nők társaságát többre becsülte mint a férfiakét.

### Trónra lépése
Abdul-Hamid testvérét, Musztafát követte az Oszmán Birodalom szultánjaként 1774. január 21-én. Az új szultán pacifista és Istenfélő emberként lépett a trónra[forrás?] – ugyanakkor tudatlansága közmondásos volt. Ugyancsak sajátos újításként tekinthető, hogy ő volt az első szultán, aki trónra lépésekor nem adta meg a szokásos jutalmat a janicsárságnak.[forrás?]

### Orosz–török háború (I.)
Ebben az időben Muhsimzáde Mohammed nagyvezír éppen az oroszokkal állt szemben Sumlában, amikor Musztafa halálának hírével együtt az új szultán utasításait kapta a békekötés ügyében. 1774. július 21-én a két fél megkötötte a kücsük-kajnardzsi békét.[forrás?]
Azonban II. Katalin orosz cárnő nem sokáig nyugodott: hamarosan a Kaukázusban fekvő kubamelléki országokat is elfoglalta Törökországtól és birodalmával egyesítette.
Ezek után a cárnő 1786-ban II. József magyar királlyal és német-római császárral kötött védő és támadó szövetséget, amelynek célja az Oszmán Birodalom végleges feldarabolása volt.

### Szíriai győzelmek
Eközben Abdul-Hamid Szíria felé fordította figyelmét és ott ért el kisebb győzelmeket.[forrás?]

### Orosz–török háború (II.)
A szultán a szíriai győzelmek nem kárpótolták a krími veszteségekért, ezért 1787-ben újra hadat üzent Oroszországnak.[forrás?] Katalin tervei így csak kis részben sikerültek: a törökök az 1787-iki, illetőleg az 1792-iki háborúban vitézül hadakoztak, és bár nem voltak képesek Szuvorov tábornok előrenyomulását megakadályozni, II. József hadai ellen nem vallottak kudarcot. A II. Józseffel kötött béke után az Oszmán Birodalom csapatai soha többé nem támadtak Magyarország ellen.[forrás?] Ez a háború volt az oszmánok fegyverdicsőségének utolsó fellobbanása – utána többnyire vereség és megaláztatás volt osztályrészük.

### Halála
Maga a szultán nem érte meg a háború befejezését: Abdul-Hamid 1789. április 7-én 15 évnyi uralkodás után 64 évesen hunyt el. A trónon unokaöccse, III. Szelim követte. Abdul-Hamid megítéléséhez hozzátartozik, hogy nem volt zsarnok, és II. Mehmed (1432–1481) óta az első szultán volt az Oszmán-házban, aki nem szennyezte be kezeit rokonai vérével.

## Családja
Asszonyai:
Nakşidil szultána
Sineperver szultána
Şebsafa Kadın
Ayşe Kadın
Ruhşah Kadın
Binnaz Kadın
Mehtabe Kadın
Hümaşah Kadın
Gyermekei:
Ayşe Dürrüşehvar Hanım szultána (1775-?)
Abdullah herceg ( 1776-1776)
Hatice szultána (1776 január –  1776 november );
Mehmed herceg ( 1776-1781) – Hümasahtól
Ahmed herceg ( 1776 – 1778)
Ayşe szultána (1777 – 1777);
Abdurhaman herceg ( 1777- 1777)
Esma szultána ( 1778 – 1848) – Sinepervertől
Szulejmán herceg ( 1779-1786) – Mehtabetól
IV. Musztafa oszmán szultán – ( 1779 – 1808) Sinepervertől
Abdülaziz herceg ( 1779-1779)
Rabia Sultan (1780 – 1780);
Aynişah szultána ( 1780 –  1780);
Melikşah szultána ( 1781 – 1781);
Rabia szultána (1781-1782)
Fatma szultána (1782 – 1786) – Sinepervertől
Mehmed herceg (1882-1885) – Sebsafatól
Murad herceg ( 1883-1786)  – Naksidiltől
II. Mahmud oszmán szultán ( 2784-1839)  – Nakşidiltól
Alemşah szultána( 1784 -1786) – Şebsafatól
Saliha szultána ( 1786- 1788) –  Nakşidiltől
Emine Sultan ( 1788 – 1791) – Şebsafatól
Hibetullah Sultan (1789 – 1841) – Şebsafatól